# Lords of Chaos (videogioco)
Lords of Chaos è un videogioco strategico a turni con elementi di ruolo pubblicato nel 1990 per Amstrad CPC, Commodore 64 e ZX Spectrum e nel 1991 per Amiga e Atari ST dalla britannica Blade Software. Il giocatore controlla un mago e le creature fantasy da lui evocate, in lotta contro altri maghi per il dominio personale su mondi devastati dalla guerra, da cui il titolo "signori del caos". Venne sviluppato dalla Mythos Games (ex Target Games) su progettazione di Julian Gollop, e ha molte somiglianze con il precedente Laser Squad dello stesso autore. Viene anche citato, non ufficialmente, come seguito di Chaos, uscito solo per Spectrum nel 1985, sempre di Gollop.

## Modalità di gioco
Possono partecipare fino a 4 giocatori, ciascuno con il proprio mago, tutti in competizione tra loro. In caso di giocatore singolo si affronta un mago controllato dal computer. Sono presenti inoltre creature indipendenti. Prima della partita, tramite un apposito editor si possono creare i propri maghi, altrimenti verranno utilizzati personaggi con caratteristiche casuali. Per definire un mago si ha una quantità fissa di punti da spendere come si vuole per potenziare alcune caratteristiche, come resistenza, attacco e difesa, e selezionare gli incantesimi che potrà lanciare.
Lo scontro può avvenire su tre scenari che rappresentano mondi differenti, con ambienti all'aperto e al chiuso; il terzo scenario è solo per il giocatore singolo. L'obiettivo è sempre raggiungere entro un certo numero di turni un portale, che appare dopo un numero di turni variabile. I maghi che sopravvivono e raggiungono in tempo il portale ottengono dei punti vittoria in base a tesori trovati e nemici uccisi. In giocatore singolo si guadagnano in proporzione punti esperienza che permettono di potenziare il personaggio tra uno scenario e l'altro.
Lo scenario in gioco è visto dall'alto con visuale isometrica, con scorrimento in tutte le direzioni. Sotto la visuale principale c'è un'area messaggi e sulla destra un'area di interfaccia, basata su menù nelle prime versioni e su icone nelle versioni Amiga/ST. Una mappa generale permette anche di vedere l'intero scenario a grande scala. Il territorio è composto da caselle quadrate con differenti tipi di terreno e le unità si spostano con un cursore tra caselle adiacenti libere. Ogni unità ha un proprio campo visivo, e sebbene il territorio sia sempre tutto visibile, al proprio turno sono mostrati solo i nemici che le proprie unità possono vedere.
Ogni mago o altra creatura ha una certa quantità di punti azione disponibili a ogni turno, impiegabili per compiere varie azioni, come muoversi, attaccare, raccogliere oggetti e, nel caso del mago, lanciare incantesimi. Molte azioni consumano anche stamina (resistenza) che rappresenta la stanchezza e si rigenera più gradualmente. Lanciare incantesimi ha anche un costo variabile in punti magia, disponibili in una certa quantità a ogni turno.
Esistono 45 tipi di incantesimi con svariati effetti, la maggior parte dei quali servono a far apparire creature al servizio del mago che potranno essere mosse a ogni turno. Ci sono 25 tipi di creature, ognuno con caratteristiche variabili, similmente al mago: esseri umanoidi come nani e troll, animali, mostri di terra o volanti. Gli umanoidi possono anche utilizzare varie armi da mischia o da lancio, mentre alcune creature possono essere cavalcate. Molte creature, come il mago, possono raccogliere e trasportare oggetti di varia utilità, tra cui ingredienti con cui il mago può preparare pozioni che permettono alcune magie; ad esempio l'evocazione dei draghi è possibile solo con le pozioni.

## Espansione
Contemporaneamente al gioco principale venne prodotta l'espansione Lords of Chaos: Expansion Kit One, che era ordinabile per posta direttamente alla Mythos Games utilizzando un coupon incluso nel manuale di Lords of Chaos. L'espansione, disponibile per tutti i computer per i quali uscì l'originale, aggiunge due nuovi scenari.
Un ulteriore scenario apparve sotto forma di un demo di Lords of Chaos intitolato Escape from Zol, pubblicato in allegato a diverse riviste per quattro dei computer originali (solo per Amstrad CPC non risulta esistere). Questo scenario è giocabile solo da un giocatore, con un mago predefinito, e rappresenta la fuga da una prigione.